# Deutsche Cadre-71/2-Meisterschaft 1955/56

Veranstaltungsort: West-Berlin

Die Deutsche Cadre-71/2-Meisterschaft 1955/56 ist eine Billard-Turnierserie und fand am 2. März 1956 in West-Berlin zum elften Mal statt.

## Geschichte
Die Meisterschaft wurde wieder als Multidisziplin-Meisterschaft (Freie Partie, Cadre 71/2 und Einband) ausgetragen. Durch den enormen Zuschauerandrang und die Aufzeichnungen für das Fernsehen (es wurden sehr heiße Strahler aufgestellt) war der Festsaal im Gesundbrunnen sehr heiß. Das hatte natürlich Einfluss auf die Leistungen. Der Frankfurter Walter Lütgehetmann verteidigte aber ungeschlagen seinen Titel. Nach nur einer 277:300-Niederlage in 17 Aufnahmen gegen Lütgehetmann holte der Düsseldorfer Siegfried Spielmann den zweiten Platz vor Ernst Rudolph.

## Modus
Es wurde im Round-Robin-Modus bis 300 Punkte gespielt.
Die Endplatzierung ergab sich aus folgenden Kriterien:
1. Matchpunkte
2. Generaldurchschnitt (GD)
3. Bester Einzeldurchschnitt (BED)
4. Höchstserie (HS)

## Teilnehmer (alphabetisch)
1. Walter Lütgehetmann (Billard Club Frankfurt 1912) (Titelverteidiger)
2. Rudolf Apelt (Berliner Billardfreunde 1921)
3. Ernst Rudolph (Kölner Billard-Club 1908)
4. Siegfried Spielmann (Düsseldorfer Billardfreunde 1954)

### Abschlusstabelle
| Klassement                 | Klassement          | Klassement | Klassement | Klassement | Klassement | Klassement | Klassement | Klassement |
| Platz                      | Name                | MP         | Pkte.      | Aufn.      | GD         | BED        | HS         |            |
| -------------------------- | ------------------- | ---------- | ---------- | ---------- | ---------- | ---------- | ---------- | ---------- |
| 1                          | Walter Lütgehetmann | 6:0        | 900        | 52         | 17,30      | 17,64      | 102        |            |
| 2                          | Siegfried Spielmann | 4:2        | 877        | 75         | 11,69      | 11,11      | 97         |            |
| 3                          | Ernst Rudolph       | 2:4        | 773        | 58         | 13,32      | 23,07      | 72         |            |
| 4                          | Rudolf Apelt        | 0:6        | 356        | 61         | 5,83       | –          | 27         |            |
| Turnierdurchschnitt: 11,81 |                     |            |            |            |            |            |            |            |